# Пер-Ноэль
Пер-Ноэ́ль (фр. Père Noël; Отец-Рождество, Рождественский Дед), Пэр-Ноэль — рождественский фольклорный персонаж во Франции и других франкоязычных странах, раздающий подарки детям в ночь на Рождество.

## Происхождение зимних фольклорных персонажей
Происхождение зимних фольклорных персонажей теряется в глубине веков. С древними языческими культами смешивались как древнеримский культ предков, так и пришедшее ему на смену христианство, подведшее под древние праздники базу из Ветхого или Нового Завета. Одним из таких культов стал культ святого Николая, день памяти которого отмечается 6 декабря — впоследствии его образ трансформировался в немецко-голландского Синтерклааса (нидерл. Sinterklaas), а затем в Санта-Клауса.
Вероятно тогда же предшественник современного Пер-Ноэля впервые появился на современной территории Франции — в приграничной Лотарингии, где он, по легенде, приходил к хорошим послушным детям и дарил им подарки. Иногда — в сопровождении своего антагониста Пер-Фуэтара, вооружённого розгами для наказания плохих, непослушных детей.
До повсеместной популяризации Пер-Ноэля в разных регионах Франции существовали свои рождественские персонажи. Так, на востоке, в частности, в Савойе, был известен Пер-Шаланд (фр. Père Chalande); в Нормандии — Барбасьоне (фр. Barbassionné), в Бургундии — Пер-Жанвье (фр. Père Janvier). Во Франш-Конте дарительницей рождественских подарков считалась добрая фея — тётушка Ари.

## Появление Пер-Ноэля

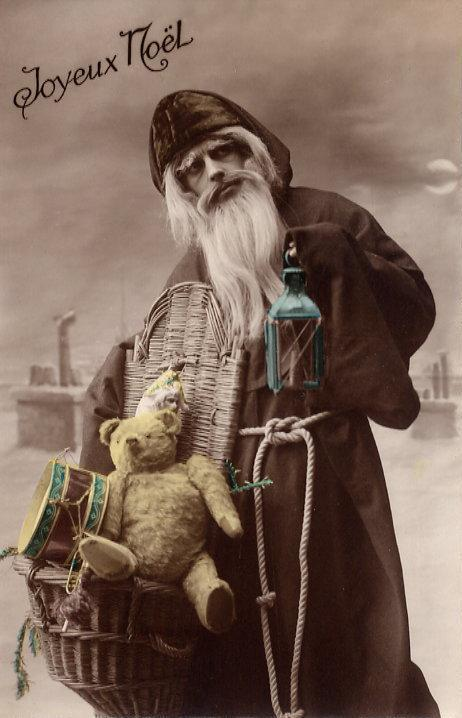
Французская рождественская открытка, около 1900 г.

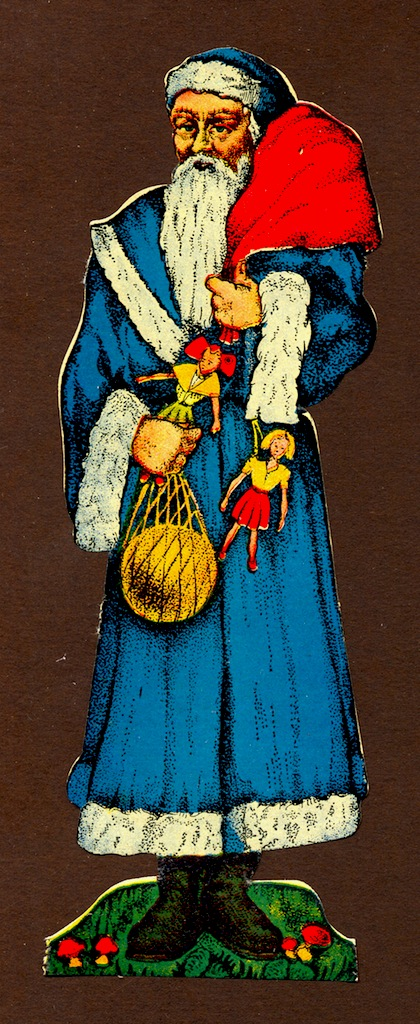
Пер-Ноэль: упаковка французского рождественского пряника, около 1900 г.

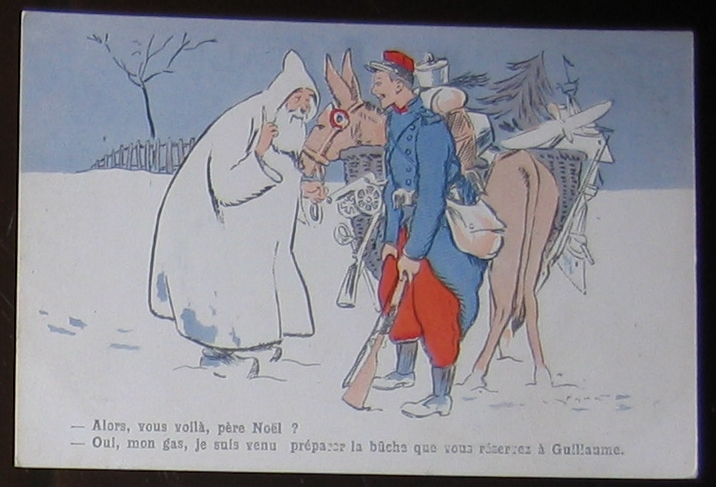
— Это вы, Пер-Ноэль?
— Да, поздравьте от меня Вильгельма этим поленом.
Патриотическая открытка, выпущенная к Рождеству 1914 года

Согласно Исторической базе французской лексики (фр. Base historique du vocabulaire français), в сохранившихся письменных текстах имя Пер-Ноэля впервые упоминается в «Комическом журнале для серьёзных людей» (фр. La Revue comique à l'usage des gens sérieux) от 23 декабря 1848 года:

— Кто там?

— Старик Пэр-Ноэль 1848 года.

— Обманщик!

— Никакого обмана. Я действительно Пер-Ноэль, который зашёл к вам в гости. Открывайте, я умираю от холода.

— Тогда входите. Но честно говоря, я вас не ждал. Почему вы, как обычно, не свалились через печную трубу?

— La Revue comique à l'usage des gens sérieux
Затем идёт длительный юмористический диалог, преимущественно на темы политических реалий середины XIX века. Заканчивался этот рассказ так:

— Счастливого пути, Пер-Ноэль, и до следующего года, если мы будем ещё на этом свете.— La Revue comique à l'usage des gens sérieux
Через несколько лет после своего появления в сатирическом журнале имя Пер-Ноэля возвращается. В следующий раз оно фигурирует у писательницы Жорж Санд — в её многотомном произведении «История моей жизни» (фр. Histoire de ma vie), вышедшем в 1855 году:

Я не забыла своей абсолютной веры в то, что по печной трубе спускается маленький Пер-Ноэль — добрый белобородый старичок. Он должен прийти в полночь и положить в мой башмачок подарок, который я найду по пробуждении.
— Жорж Санд. История моей жизни

## Пер-Ноэль после Второй мировой войны
После Второй мировой войны во Францию из Нового Света вместе с планом Маршалла и кока-колой прибыл современный Пер-Ноэль, скалькированный с американского Санта-Клауса: бодрый белобородый старик, одетый в красно-белый полушубок, такую же шапку, чёрные сапоги и подпоясанный кожаным ремнём. Он смёл существовавшие до этого представления о рождественском деде, а также начал бойко использоваться в торговле и рекламе.

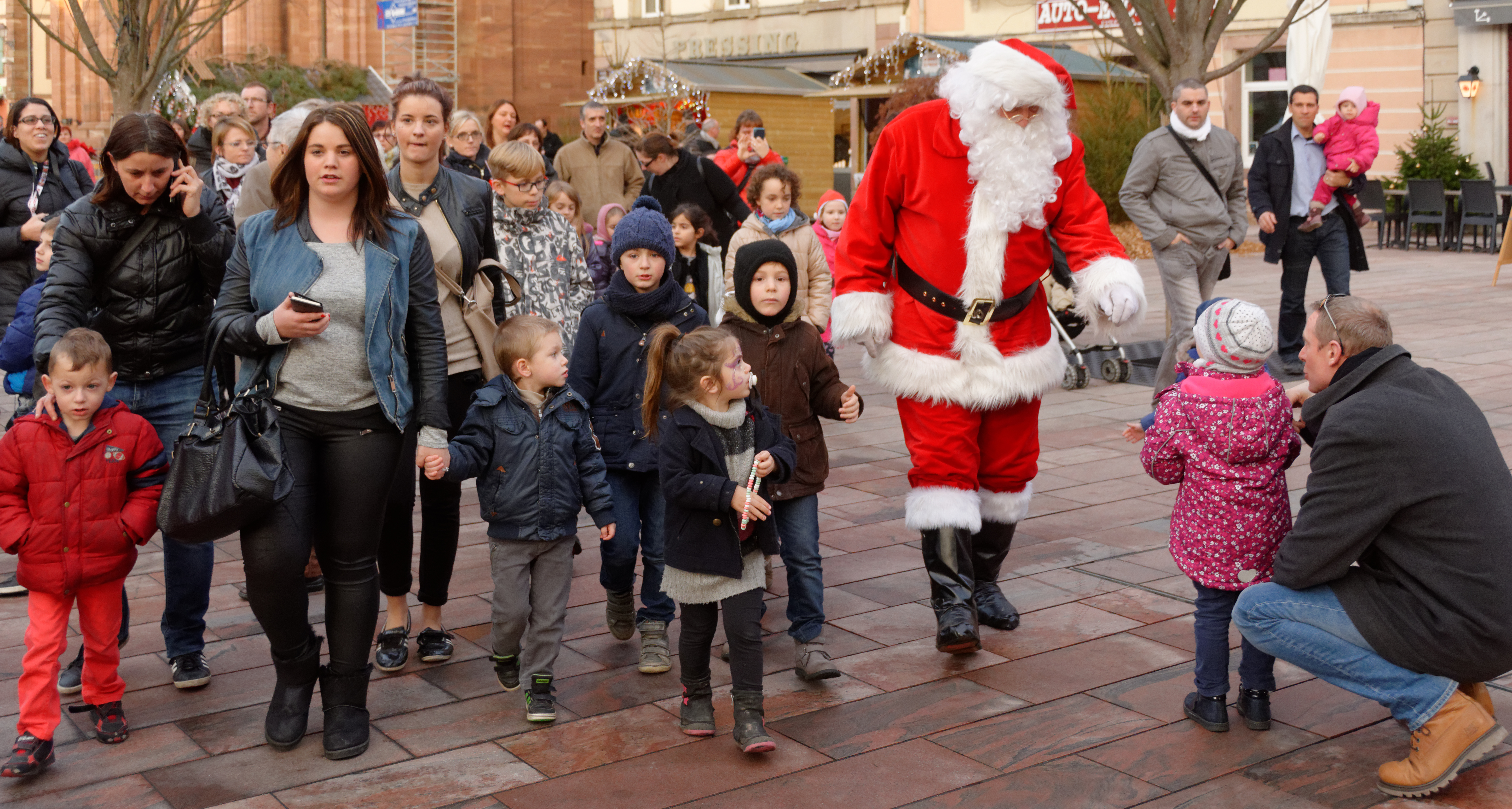
Пер-Ноэль в Ле-Живре, Франция, 2015

Это не понравилось ортодоксально настроенным священнослужителям католической церкви: они посчитали Пер-Ноэля языческим персонажем и по мере сил боролись против него. Так, в преддверии Рождества 1951 года, 24 декабря, 34-летний священник из Дижона по имени Жак Нурисса прикрепил к решётке церковной ограды городского кафедрального собора чучело, напоминавшее Пер-Ноэля, и на глазах нескольких сотен приходских детей сжёг его. Дижонская церковь назвала Пер-Ноэля «узурпатором и еретиком» и написала по этому поводу: «Это был не аттракцион, но символический жест. […] Ложь не может пробудить религиозное чувство в ребёнке и не является ни в коей мере средством воспитания. Для нас, христиан, праздник Рождества должен оставаться праздником рождения Спасителя». Епископат поддержал дижонскую инициативу и выпустил заявление, в котором в частности говорилось: «Пер-Ноэль и ель допускаются в публичную школу, в то время как они являются наследием языческих обрядов, связанных с культом Природы, не имеющих никакого отношения к христианству. В то же самое время, во имя чрезмерной светскости те же самые школы скрупулёзно запрещают использование яслей». Однако светский муниципалитет Дижона не согласился с действиями клерикалов: он разместил фигуру Пер-Ноэля на крыше здания мэрии.
Несмотря на противодействие церкви, фигура Пер-Ноэля становилась всё популярнее во Франции.

## Почта Пер-Ноэля

### Во Франции
В 1962 году министр почты и телекоммуникаций Франции Жак Маретт создал в главном офисе Почты Франции в Париже секретариат Пер-Ноэля, ответственный за то, чтобы отвечать на письма, отправлявшиеся детьми Пер-Ноэлю. Первым «секретарём Пер-Ноэля» стала педиатр и психоаналитик Франсуаза Дольто — сестра министра Маретта. В 1967 году при поддержке государственного секретаря по бюджету и одновременно мэра Либурна Робера Булена, секретариат Пер-Ноэля был переведён в почтовое отделение этого города — единственное, уполномоченное вскрывать почту, адресованную Пер-Ноэлю. Работу этого подразделения почты Франции ждал всё больший успех. К 2007 году поток корреспонденции на имя Пер-Ноэля ежегодно рос — в тот год поступило 1,6 миллиона сообщений из 130 стран, среди которых — 1,43 миллиона бумажных писем и 181 200 сообщений по электронной почте через специально созданный почтой Франции на своём сайте портал www.laposte.fr/pere-noel. В секретариате работали 30 человек, которых к приближающемуся Рождеству нанимали по особому 8-недельному контракту. С тех пор поток поступающей корреспонденции стабилизировался. В 2012 году на имя Пер-Ноэля поступили 1 700 000 писем и 200 000 электронных сообщений из более чем 120 стран. Каждый ребёнок может придумать любой адрес и отправить письмо — главное, чтобы адресатом был указан Пер-Ноэль — и оно будет доставлено в Либурн и обработано. В 2014 году история почтовой службы Пер-Ноэля была описана в научной книге, написанной Валери-Инес де ля Вилль и Антуаном Жорже.

### В Квебеке

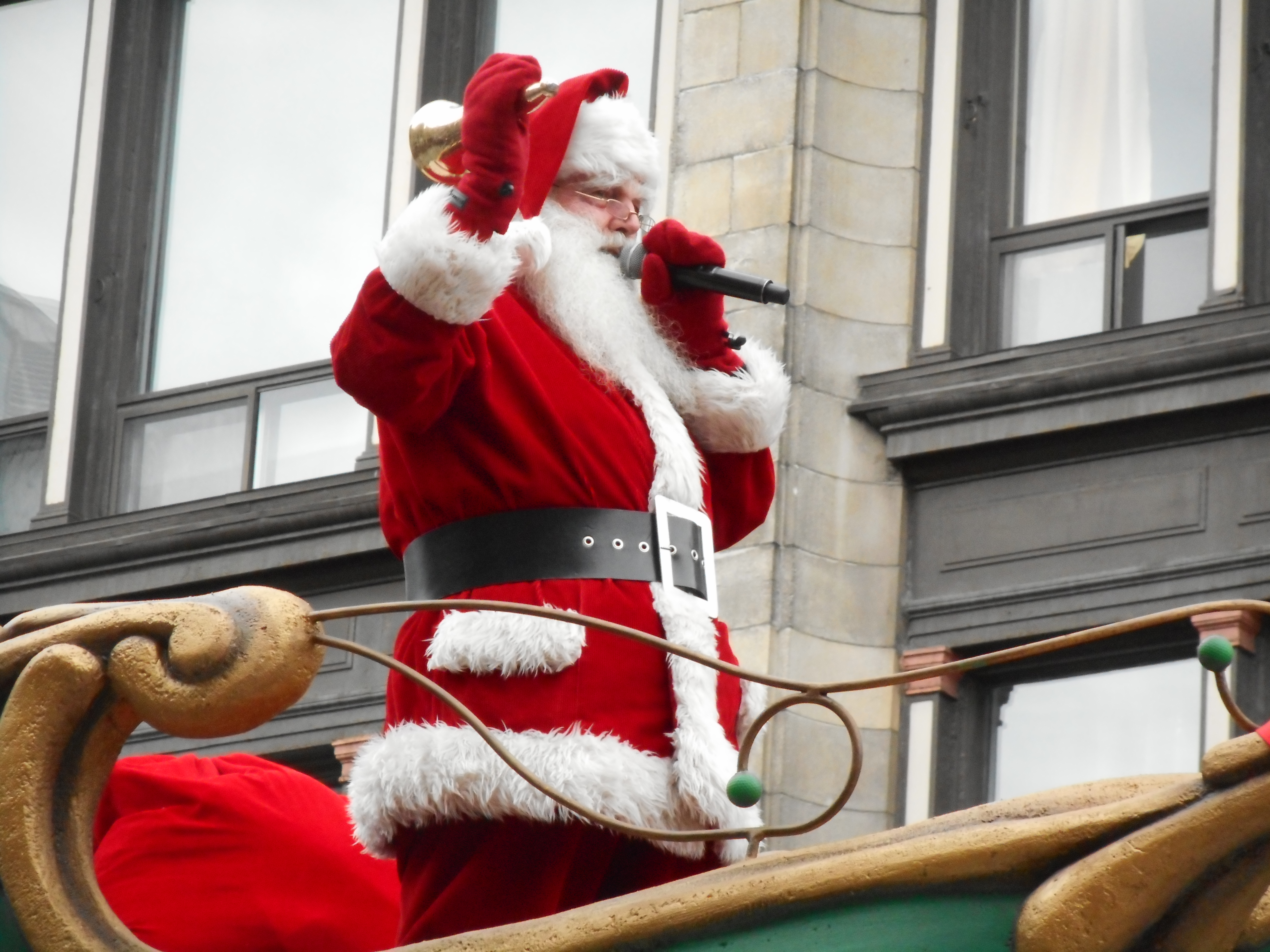
Пер-Ноэль на Рождественском параде. Монреаль, Квебек, Канада, 2015

В канадской франкоязычной провинции Квебек есть своя почта Пер-Ноэля. У неё есть даже особый почтовый индекс: H0H 0H0, напоминающий смех американского Санта-Клауса (на английском языке): «Ho-ho-ho!» Эта служба была образована в 1974 году при Монреальском отделении Почты Канады. Именно в этот год почтовые служащие решили отвечать на письма, адресованные Пер-Ноэлю (и до этого считавшиеся не подлежавшими доставке), чтобы не разочаровывать их отправителей — преимущественно детей. Однако количество таких писем из года в год росло, так что служащим становилось сложно отвечать на них в порядке личной инициативы, и в 1983 году была запущена официальная программа обработки подобной корреспонденции. Каждый год на адрес канадского Пер-Ноэля поступает около одного миллиона писем, и каждый из отправителей должен получить ответ.

## Комментарии
1. ↑  Игра слов: «полено» может означать как кусок дерева, так и рождественский торт